# Otto Skorzeny
 Der er for få eller ingen kildehenvisninger i denne artikel, hvilket er et problem. Du kan hjælpe ved at angive troværdige kilder til de påstande, som fremføres i artiklen.

Otto Skorzeny (12. juni 1908 i Wien – 5. juli 1975) var soldat og nazist.
Skorzeny er bedst kendt for sin rolle i befrielsen af Italiens diktator Benito Mussolini fra fængslet i Gran Sasso i Italien. Denne befrielsesaktion gav Skorzeny stor agtelse hos Hitler.

## Liv
Hans fader ejede et stort ingeniørfirma. Han meldte sig ind i Østrigs naziparti i 1930. Skorzeny blev ingeniør i 1931 og startede straks sit eget firma. Skorzeny deltog i dueller, mens han gik på universitetet. Resultatet af duellerne kunne tydeligt ses på hans kinder og gav ham øgenavnet "scarface" hos amerikanerne.
Han mente selv, at duellerne havde været med til at forme de egenskaber, der gjorde ham til en effektiv soldat.

## 2. Verdenskrig
Da 2. verdenskrig brød ud, meldte han sig til det tyske luftvåben, men han var over to meter høj og 31 år gammel, så Luftvåbnet mente, at han var for høj og for gammel til at blive pilot. I begyndelsen af 1940 blev han som kadet overført til Waffen SS i "Das Reich"-divisionen med ansvar for enhedens køretøjer.
Han kom første gang i kamp under invasionen af Jugoslavien i april 1941 og fik her udnævnelsen til løjtnant.
Under invasionen af Rusland blev han i løbet af den første vinter alvorligt såret i hovedet, og selv om han prøvede at blive ved fronten, havde lægerne ikke andre muligheder end at sende ham til hospital i Tyskland.
I april 1943 blev Skorzeny kaldt til møde hos Walther Schellenberg, som var chef for SD. Han blev forfremmet til kaptajn og fik kommandoen over den enhed, som trænede sabotører, spioner og underviste i paramilitære færdigheder. Enheden havde navn efter den kaserne nær Berlin, hvor den hørte til: "Sonderverband z.b.V. Friedenthal".
Kort efter at Skorzeny havde overtaget skolen ændrede den navn til "Jagdverbände 502", og den var ikke længere kun en skole, men et hovedkvarter for specialenheder. Enheden ændredes i november 1944 til et SS-kampenhedscenter med 4.-8.000 mand og med enheder fra flåden og luftvåbnet underlagt.
Skorzenys første opgave var i sommeren 1943: Operation Francois. Han indsatte personel med faldskærm i Iran, som sammen med lokale stammer skulle sabotere de allieredes forsyninger til Sovjetunionen. Operationen løb ud i sandet efter et par måneder uden at have gjort nogen reel skade, blandt andet fordi tyskerne ikke støttede operationen med flere soldater og forsyninger.
Den 12. september 1943 blev Skorzeny verdensberømt, da han udførte det spektakulære Grand Sasso raid, hvor Benito Mussolini blev befriet.
Skorzeny blev involveret i at standse kupforsøget imod Hitler 20. juli 1944, operation Valkyrie. Imens panikken bredte sig blandt nazilederne, erfarede Joseph Goebbels, som havde kommandoen i Berlin, at Skorzeny befandt sig i byen på et tog, som ventede på at køre til Østrig, og Goebbels kontaktede ham. Skorzeny indså, at situationen mest af alt trængte til at falde til ro og tilkaldte et kompagni af sine egne folk fra Friedensthal-kasernen. Uden yderligere indblanding fra Skorzenys side blev kuppet slået ned. Tre måneder efter kupforsøget blev den tyske militære efterretningstjenestes Abwehr specialenheder underlagt Jagdverbände 502, idet Abwehr var dybt involveret i kupforsøget.
Skorzenys næste operation var "Operation Panzerfaust" 15. oktober 1944. Operationens formål var at kidnappe sønnen af den ungarske regent admiral Miklós Horthy for at forhindre ham i at forhandle fred med Sovjetunionen.
Under Ardenneroffensiven i krigens sidste fase ledede Skorzeny SS-kommandoraids (Operation Greif), hvor tyske soldater i amerikanske uniformer opererede og udførte vildledningsoperationer bag de allieredes linjer, dog uden at kunne skabe den panik, han have håbet.
Efter Operation Greif og til februar førte han en ad hoc-enhed, som prøvede at holde russerne tilbage ved Schwedt.
Efter amerikanerne havde erobret broen ved Remagen, fik han til opgave at ødelægge den, men vandet var for koldt til, at hans kampdykkere kunne stille noget op, og forsøg på at bruge flydeminer blev forpurret af Channel Defence Lights.

## Efter anden verdenskrig
Sorzeny var kort involveret i projekt "Werwolf", som skulle videreføre kampen mod de allierede besættelsesstyrker. Den 16. maj 1945 overgav han sig imidlertid til amerikanerne nær Salzburg i Østrig.
Den 18. august 1947 blev han og ni andre officerer fra "Panserbrigade 150" stillet for retten i Dachau. Tiltalen lød på: tyveri af amerikanske uniformer, ulovlig brug af militære kendetegn samt tyveri af Røde Kors-pakker tiltænkt amerikanske krigsfanger. Anklageren kaldte ham "Europas farligste mand".
Sagen tog tre uger, og anklagerne om Røde Kors-pakkerne blev frafaldet på grund af manglende beviser, og det samme gjaldt tyveriet af amerikanske uniformer. Derimod så anklagen om ulovlig brug af militære kendetegn ud til at ville medføre dødsstraf. Men på sagens sidste dag vidnede en engelsk officer, som sagde, at han og resten af hans enhed havde brugt samme fremgangsmåde som de anklagede. De ti tiltalte blev derfor frikendt for alle anklager.
Skorzeny blev dog stadig tilbageholdt, da der var flere lande, som ville have ham udleveret, så de kunne stille ham for retten tiltalt for krigsforbrydelser.
Det var tjekkerne, som pressede mest på, men da amerikanerne var bange for, at Skorzeny skulle falde i hænderne på russerne, som herefter kunne gøre brug af hans ekspertise. Derfor trak de sagen i langdrag.
I løbet af sommeren 1948 så det ud til, at tjekkerne ville få held med at kræve Skorzeny udleveret, idet de var begyndt at bruge FN-systemet.
Den 27. juli 1948 ankom en bil med amerikanske, militære nummerplader til den interneringslejr nær Darmstadt, hvor Skorzeny befandt sig. Ud af den trådte 1 officer og to menige i amerikanske militærpolitiuniformer, og de krævede Skorzeny udleveret, idet han skulle vidne ved retten i Nürnberg. De tre militærpolitifolk var SS-veteraner. Adspurgt flere år senere hævdede Skorzeny, at bil og uniformer kom fra amerikanerne.
Efter af bilen havde forladt interneringslejren, blev Skorzeny ikke set, før han dukkede op i Spanien.
I Spanien havde han et blomstrende ingeniørfirma, og han var også blandet ind i international våbenhandel og forskellige naziorganisationer bl.a. ODESSA.
I 1949 dukkede Skorzeny op i Argentina og blev modtaget med åbne arme af Juan Peron. Han tilbød at hjælpe med at holde "ro og orden" i landet. Hjælpen blev modtaget med glæde og kan genkendes på de metoder, som det argentinske politi og efterretningstjenester tog i brug ved afhøringer.
Efter Perons fald hjalp Skorzeny ham med at flygte i eksil i Spanien.
Rygter placerede ham også i Egypten som militærrådgiver for egypterne samt de forskellige palæstinensiske organisationer.
I 1970 fik Skorzeny konstateret kræft i ryggen og blev opereret. Operationen gjorde ham lam i underkroppen. Med vanlig stædighed kom han på benene igen, men han tabte kampen mod kræften den 6. juli 1975 (andre kilder anfører hans dødsdato til 5. juli).
Der var over 500 nazister med til hans begravelse.
Han var muligvis var idemanden bag terrororganisationen Schalburgkorpsets bombesprængning af Tivoli i København.
Kort før den var Skorzeny i København og var en aften i Tivoli sammen med forskellige tyske Gestapo- og politifolk. De blev forargede over de langhårede, danske unge mænd, swingpjatterne, som dansede til swingmusik. Skorzeny udtalte, at stedet burde bortsprænges.